# Col des Pradeaux
Le col des Pradeaux est un col du Massif central situé sur la commune de Grandrif, dans les monts du Forez, dans le département du Puy-de-Dôme (Auvergne-Rhône-Alpes).
Ce passage d'altitude 1 195 mètres est situé à 11,3 km d'Ambert et à 7,7 km de Saint-Anthème. Connu dès l'ère mérovingienne, il relie les vallées de l'Ance et de la Dore.

## Géomorphologie
Le col des Pradeaux, comme l'ensemble du relief des sommets des monts du Forez, a été marqué par l'érosion glaciaire, qui a formé une tête de talweg en cirque caractéristique.

## Activités

### Télécommunications
Dans les années 1960, son positionnement stratégique lui valut d'accueillir un relais de télécommunication, toujours opérationnel.

### Cyclisme

#### Tour de France
Ce col, classé en deuxième ou troisième catégorie, a été emprunté à cinq reprises depuis 1947 par le parcours du Tour de France.
| Année | Étape | Catégorie  | 1er au sommet            |
| ----- | ----- | ---------- | ------------------------ |
| 2005  | 19e   | 2          | Oscar Pereiro Sio        |
| 1999  | 12e   | 3          | Massimiliano Lelli       |
| 1986  | 21e   | 2          | Bernard Hinault          |
| 1971  | 9e    | non classé | Jean-Pierre Danguillaume |
| 1959  | 16e   | 3          | Valentin Huot            |

#### VTT
Il est au départ de plusieurs circuits faisant partie de l'espace VTT FFC « Ambert-Crêtes du Forez ».

### Ski de fond
Plusieurs pistes de ski de fond faisant partie de l'espace nordique « Ambert-Crêtes du Forez » partent du col.